# Savignia birostra
Savignia birostra är en spindelart som först beskrevs av Chamberlin och Ivie 1947.  Savignia birostra ingår i släktet Savignia och familjen täckvävarspindlar. Inga underarter finns listade i Catalogue of Life.